# Paradise Lost
《Paradise Lost》為茅原實里歌手活動重新開始後的第五張單曲。製作、發行公司為Lantis，由King Records發售。

## 概要
- 在Lantis官方網站內的特集網頁中可以收看到音樂錄影帶的片段，並且在Gyao於限定期間內播放了整段版本。
- 以茅原實里的單曲來說很難得地不是初回Sleeve Pacage樣式。
- 為《純白Sanctuary》以來首次搭配電視動畫，也是第一次以個人名義擔當片頭曲的作品。
- 為同月26日發售的原創專輯《Parade》中收錄的主要單曲，但是在專輯中改為《Paradise Lost -at next nest-》，在歌曲開頭加入新的旋律。
- 簡稱為「Para Los」、「PL」。喜多村英梨則是將它省略為「Los Para」。

## 收錄曲
1. Paradise Lost
  - 作詞:畑亞貴、作曲・編曲:菊田大介 演奏時間：4分43秒
  - 電視動畫《食靈―零―》片頭曲
2. 勇氣的悸動（日文：勇気の鼓動）
  - 作詞:畑亞貴、作曲・編曲:菊田大介 演奏時間：5分10秒
3. Paradise Lost (off vocal)
4. 勇氣的悸動(off vocal)

## 逸話
- 網路動畫《小涼宮春日的憂鬱》（第6話）中，有著長門有希（聲音:茅原實里）拿手持式卡拉OK唱這首歌的畫面。

## 外部連結
- Paradise Lost（页面存档备份，存于）
- Lantis特設頁